# Championnat du Portugal de football 1938-1939
Navigation
1937-1938 1939-1940
Le Championnat du Portugal de football 1938-1939 est la 5e édition de la compétition qui voit la victoire du FC Porto.
Cette édition voit huit équipes de quatre associations différentes (AF Lisbonne, AF Porto, AF Coimbra et AF Setúbal), se disputer la conquête du titre qui revient pour la seconde fois au FC Porto.
Il s'agit en réalité de la première édition officielle du championnat du Portugal, après quatre saisons de Liga Experimental.

## Clubs participants
| Club                 | Ville    | En D1 depuis | Participations | Cl. 1937-38       |
| -------------------- | -------- | ------------ | -------------- | ----------------- |
| Académica de Coimbra | Coimbra  | 1934-35      | 5e             | 6°                |
| Académico Porto      | Porto    | 1937-38      | 3e             | 8°                |
| FC Barreirense       | Barreiro | 1937-38      | 2e             | 7°                |
| CF Os Belenenses     | Lisbonne | 1934-35      | 5e             | 5°                |
| SL Benfica           | Lisbonne | 1934-35      | 5e             | 1°                |
| Casa Pia AC          | Lisbonne | 1938-39      | 1re            | Deuxième Division |
| FC Porto             | Porto    | 1934-35      | 5e             | 2°                |
| Sporting CP          | Lisbonne | 1934-35      | 5e             | 3°                |

## Compétition

### Résultats
| Résultats (▼dom., ►ext.)                                   | FCP  | SCP | SLB | CFOB | AAC | FCB | ACP | CPAC |
| FC Porto                                                   |      | 2-1 | 3-3 | 5-2  | 3-1 | 6-1 | 4-0 | 10-0 |
| Sporting CP                                                | 4-4  |     | 0-1 | 2-0  | 3-1 | 2-1 | 7-0 | 5-1  |
| SL Benfica                                                 | 4-1  | 1-4 |     | 3-4  | 4-0 | 1-0 | 5-2 | 10-1 |
| CF Os Belenenses                                           | 1-3  | 0-2 | 2-3 |      | 8-1 | 1-2 | 7-2 | 7-1  |
| Académica de Coimbra                                       | 1-2  | 2-2 | 3-3 | 0-0  |     | 3-1 | 5-4 | 4-0  |
| FC Barreirense                                             | 0-0  | 0-3 | 1-1 | 0-2  | 3-2 |     | 6-0 | 3-1  |
| AC Porto                                                   | 1-12 | 2-5 | 3-4 | 3-1  | 6-2 | 3-2 |     | 1-0  |
| Casa Pia AC                                                | 1-2  | 2-4 | 0-1 | 2-3  | 0-2 | 2-1 | 1-3 |      |
| - Victoire à domicile - Match nul - Victoire à l'extérieur |      |     |     |      |     |     |     |      |

### Classement final
| Rang | Équipe                   | Pts | J  | G  | N | P  | Bp | Bc | Diff |
| ---- | ------------------------ | --- | -- | -- | - | -- | -- | -- | ---- |
| 1    | FC Porto                 | 23  | 14 | 10 | 3 | 1  | 57 | 20 | +37  |
| 2    | Sporting CP              | 22  | 14 | 10 | 2 | 2  | 44 | 17 | +27  |
| 3    | SL Benfica (T)           | 21  | 14 | 9  | 3 | 2  | 44 | 24 | +20  |
| 4    | CF Os Belenenses         | 13  | 14 | 6  | 1 | 7  | 38 | 29 | +9   |
| 5    | Académica de Coimbra (C) | 11  | 14 | 4  | 3 | 7  | 27 | 39 | -12  |
| 6    | FC Barreirense           | 10  | 14 | 4  | 2 | 8  | 21 | 27 | -6   |
| 7    | AC Porto                 | 10  | 14 | 5  | 0 | 9  | 30 | 61 | -31  |
| 8    | Casa Pia AC              | 2   | 14 | 1  | 0 | 13 | 12 | 56 | -44  |

Résultat
- Champion du Portugal 1938-1939
- Vice-champion du Portugal 1938-1939

Abréviations
T : Tenant du titre

C : Vainqueur de la Coupe du Portugal 1938-39

## Statistiques
- Meilleure attaque : FC Porto : 57 buts
- Meilleure défense : Sporting CP : 17 buts

- Plus mauvaise attaque : Casa Pia AC : 12 buts
- Plus mauvaise défense : Casa Pia AC : 56 buts

### Meilleurs buteurs
| Cl. | Joueur                   | Club                 | Buts |
| 1   | Costuras                 | FC Porto             | 18   |
| 2   | Carlos Nunes             | FC Porto             | 15   |
| 3   | Fernando Peyroteo        | Sporting CP          | 14   |
| 3   | Arnaldo Carneiro         | Académica de Coimbra | 14   |
| 5   | Guilherme Espírito Santo | SL Benfica           | 13   |
| 6   | Eduardo Lemos            | Académico Porto      | 12   |
| 6   | António Santos           | FC Porto             | 12   |
| 8   | Alberto Jesus            | CF Os Belenenses     | 10   |
| 9   | Alexandre Brito          | SL Benfica           | 9    |
| 9   | Manuel Soeiro            | Sporting CP          | 9    |

## Les champions du Portugal
- Entraineur : / Mihaly Siska
- Président :  Ângelo César Machado

| Joueur                 | Nationalité | Matchs joués | Buts |
| ---------------------- | ----------- | ------------ | ---- |
| Manuel Soares dos Reis | Portugal    |              | 0    |
| Rosado                 | Portugal    |              | 0    |
| Vianinha               | Brésil      |              | 0    |
| Sacadura               | Portugal    |              | 0    |
| Vítor Guilhar          | Portugal    |              | 0    |
| Jerónimo Faria         | Portugal    |              | 0    |
| Pocas                  | Portugal    |              | 0    |
| António Baptista I     | Portugal    |              |      |
| Carlos Pereira         | Portugal    | 14           | 0    |
| Costuras               | Portugal    | 14           | 18   |
| Pinga                  | Portugal    | 14           | 6    |
| Castro                 | Portugal    | 4            | 1    |
| Francisco Reboredo     | Argentine   | 11           | 2    |
| Carlos Nunes           | Portugal    | 14           | 15   |
| António Santos         | Portugal    | 14           | 12   |
| Lopes Carneiro         | Portugal    | 10           | 2    |

## Résumé de la saison
- Ângelo César, devient président du FC Porto, et instaure un système de primes innovant pour le football portugais.

- La dernière journée voit s'opposer les clubs du FC Porto et du SL Benfica. Les joueurs de la capitale du nord ont deux points d'avance sur les rouges de Lisbonne, ce match est donc décisif afin de déterminer le champion 1939. A deux heures du coup d'envoi, le stade est plein. Les supporters affluent en masse, laissant dans les caisses portistes 117 272 Escudos, un nouveau record national.

- Le match se solde par un nul à 3 buts, mais c'est aussi celui du scandale et de la brouille, qui perdure encore aujourd'hui, entre les deux clubs. À la dernière minute le SL Benfica, marque un quatrième but qui en fait le champion, mais à la grande surprise d'un bon nombre d'observateurs l'arbitre annule ce but victorieux.